# Georges Guédou
Georges Gankpé Guédou né en 1938 à Za-Kpota au Dahomey et mort le 14 mars 2021 à l'hôpital d'Allada des suites de la Covid-19 est un universitaire et homme politique béninois. Il est député de la 3e législature, ministre des Travaux publics et des Transports et ministre de la Défense sous Nicéphore Soglo.

## Biographie

### Enfance et formation
Georges Guédou naît en 1938 à Za-Kpota, dans le département du Zou, au Dahomey. Il est linguiste de formation, professeur de lettres classiques à l'université d'Abomey-Calavi et pionnier de la thèse en linguistique sur la langue Fongbé en 1976.

### Carrière professionnelle et politique
Avant d'occuper des postes politiques, Georges Guédou est un linguiste. Il est professeur titulaire d'université et enseigne à l'université d'Abomey-Calavi. Il occupe également les postes de directeur général honoraire du Bureau africain des sciences et de l'éducation de l'Organisation de l'unité africaine et vice-président du Conseil national de l'éducation. Après les conférences des forces vives de la nation qui portent Nicéphore Soglo à la magistrature suprême, il occupe dans son gouvernement les postes de ministre des Travaux publics et des Transports et ministre de la Défense par intérim,. Jusqu'à sa mort, il est le chef de la collectivité Guédou au Bénin.

### Décès
Il meurt le 14 mars 2021 des suites de la Covid-19 à l'hôpital d'Allada, à l’âge de 83 ans.